# Songs from the Lion's Cage
Songs from the Lion's Cage — перший студійний альбом британського прогресивного рок-гурту Arena, випущений 25 липня 1995 року.

## Список композицій
1. Out of the Wilderness — 8:02
2. Crying for Help I — 1:22
3. Valley of the Kings — 10:10
4. Crying for Help II — 3:08
5. Jericho — 6:50
6. Crying for Help III — 4:24
7. Midas Vision — 4:36
8. Crying for Help IV — 5:05
9. Solomon — 14:37

## Склад
- Клайв Нолан — клавіші
- Мік Пойнтер — барабани
- Джон Карсон — вокал
- Кейт Мор — гітара
- Кліфф Орсі — басс